# كيم غو أون
كيم غو أون (بالكورية: 김고은) (مواليد 2 يوليو 1991) هي ممثلة كورية جنوبية، ظهرت لأول مرة في فيلم «أونغيو» عام 2012، حيث فازت بعدة جوائز كممثلة صاعدة عن دورها في الفيلم، بعد ظهورها في عدة أفلام، وسعت كيم دائرة أعمالها الفنية بظهورها في مسلسلات تلفزيونية، بداية في جبنة في المصيدة سنة 2016.

## النشأة
ولدت كيم في سول، كوريا الجنوبية عام 1991 وفي عام 1994، عندما كانت في الثالثة من عمرها، انتقلت مع عائلتها إلى بكين، الصين. عاشت هناك لمدة 10 سنوات مما أدى إلى إتقانها للغة الصينية . بعد مشاهدة فيلم «معًا» للمخرج كايج تشن عدة مرات، قررت كيم أن تصبح مخرجة أفلام، وقادتها الصدفة إلى المسرح. عند عودتها إلى كوريا الجنوبية، التحقت بمدرسة كايوون الثانوية للفنون، وواصلت دراسة الدراما في جامعة كوريا الوطنية للفنون.

## الأعمال

### أفلام
| السنة | العنوان     | الدور      | م.    |
| ----- | ----------- | ---------- | ----- |
| 2012  | أونغيو      | هان أونغيو | [ 6 ] |
| 2019  | على موجة حب | كيم مي سو  | [ 7 ] |
| 2024  | إكسهوما     | هوا ريم    | [ 8 ] |

### مسلسلات
| السنة     | العنوان         | الدور               | م.            |
| --------- | --------------- | ------------------- | ------------- |
| 2016      | جبنة في المصيدة | هونغ سيول           | [ 9 ] [ 10 ]  |
| 2016–2017 | العفريت         | جي أون تاك          | [ 11 ]        |
| 2020      | الملك: ملك أبدي | جونغ تاي يول / لونا | [ 12 ]        |
| 2021–2022 | خلايا يومي      | كيم يومي            | [ 13 ]        |
| 2022      | نساء صغيرات     | أوه إن جو           | [ 14 ] [ 15 ] |
| 2025      | أنت وكل شيء آخر | روي أون جونغ        | [ 16 ]        |

## الجوائز والترشيحات
| قائمة الجوائز والترشيحات | قائمة الجوائز والترشيحات                   | قائمة الجوائز والترشيحات          | قائمة الجوائز والترشيحات                  | قائمة الجوائز والترشيحات | قائمة الجوائز والترشيحات |
| السنة                    | الجائزة                                    | الفئة                             | عن عمل                                    | النتيجة                  | م.                       |
| ------------------------ | ------------------------------------------ | --------------------------------- | ----------------------------------------- | ------------------------ | ------------------------ |
| 2012                     | جوائز بويل السينمائية                      | أفضل ممثلة جديدة                  | أونغيو                                    | فوز                      | [ 17 ]                   |
| 2012                     | جوائز أفلام التنين الأزرق                  | أفضل ممثلة جديدة                  | أونغيو                                    | فوز                      | [ 18 ] [ 19 ]            |
| 2012                     | جوائز نقاد السينما في بوسان                | أفضل ممثلة جديدة                  | أونغيو                                    | فوز                      | [ 20 ]                   |
| 2012                     | جوائز الناقوس الكبرى                       | أفضل ممثلة                        | أونغيو                                    | رُشِّح                      | [ 21 ]                   |
| 2012                     | جوائز الناقوس الكبرى                       | أفضل ممثلة جديدة                  | أونغيو                                    | فوز                      | [ 21 ]                   |
| 2013                     | جوائز بايكسانغ للفنون                      | أفضل ممثلة جديدة (سينما)          | أونغيو                                    | رُشِّح                      |                          |
| 2015                     | مهرجان بتشون الدولي لأفلام الخيال          | جائزة الإذهال                     | Coin Locker Girl                          | فوز                      | [ 22 ]                   |
| 2015                     | جوائز بويل السينمائية                      | أفضل ممثلة                        | Coin Locker Girl                          | رُشِّح                      |                          |
| 2016                     | جوائز بايكسانغ للفنون                      | أفضل ممثلة جديدة (تلفاز)          | جبنة في المصيدة                           | فوز                      | [ 23 ]                   |
| 2016                     | جوائز نجم أبان                             | أفضل ممثلة جديدة                  | جبنة في المصيدة                           | رُشِّح                      |                          |
| 2016                     | جوائز الدراما الكورية                      | أفضل ممثلة جديدة                  | جبنة في المصيدة                           | رُشِّح                      |                          |
| 2017                     | جوائز بايكسانغ للفنون                      | أفضل ممثلة (تلفاز)                | الوحيد والإله العظيم                      | رُشِّح                      | [ 24 ]                   |
| 2017                     | جوائز الدراما الكورية                      | جائزة التميز لأفضل ممثلة          | الوحيد والإله العظيم                      | رُشِّح                      |                          |
| 2020                     | جوائز دراما إس بي إس                       | جائزة التميز لأفضل ممثلة          | الملك: ملك أبدي                           | رُشِّح                      | [ 25 ]                   |
| 2020                     | جوائز دراما إس بي إس                       | أفضل ثنائي                        | كيم جو أون (مع لي مين هو) الملك: ملك أبدي | رُشِّح                      | [ 26 ]                   |
| 2021                     | جوائز نجم أبان                             | جائزة النجمة الشعبية، ممثلة       | الملك: ملك أبدي                           | رُشِّح                      | [ 27 ] [ 28 ]            |
| 2022                     | جوائز نجم أبان                             | جائزة التميز لأفضل ممثلة في دراما | خلايا يومي                                | رُشِّح                      | [ 29 ]                   |
| 2022                     | جوائز نجم أبان                             | جائزة النجمة الشعبية، ممثلة       | خلايا يومي                                | رُشِّح                      | [ 26 ]                   |
| 2022                     | جوائز نجم أبان                             | أفضل ثنائي                        | كيم جو أون (مع بارك جن يونغ) خلايا يومي   | رُشِّح                      | [ 26 ]                   |
| 2022                     | جوائز مسلسلات التنين الأزرق                | أفضل ممثلة رئيسية                 | خلايا يومي                                | فوز                      | [ 30 ]                   |
| 2023                     | مهرجان بوسان السينمائي الدولي مع ماري كلير | جائزة ماري كلير                   | بطل                                       | فوز                      | [ 31 ]                   |
| 2024                     | جوائز بايكسانغ للفنون                      | أفضل ممثلة                        | إكسهوما                                   | فوز                      | [ 32 ]                   |
| 2024                     | جوائز أفلام التنين الأزرق                  | أفضل ممثلة                        | إكسهوما                                   | فوز                      | [ 33 ]                   |
| 2025                     | جوائز الأفلام الآسيوية                     | أفضل ممثلة                        | إكسهوما                                   | رُشِّح                      | [ 34 ]                   |
| 2025                     | جوائز بايكسانغ للفنون                      | أفضل ممثلة                        | الحب في المدينة الكبيرة                   | في الانتظار              | [ 35 ]                   |

## روابط خارجية
- كيم غو أون على موقع IMDb (الإنجليزية)
- كيم غو أون على موقع روتن توميتوز (الإنجليزية)
- كيم غو أون على موقع ميوزك برينز (الإنجليزية)
- كيم غو أون على موقع قاعدة بيانات الفيلم (الإنجليزية)
- كيم غو أون على موقع ليتربوكسد (الإنجليزية)
- كيم غو أون على موقع كينوبويسك (الروسية)